# شوایچی ایکدا
شوایچی ایکدا (انگلیسی: Shūichi Ikeda؛ زادهٔ ۲ دسامبر ۱۹۴۹) صداپیشه، بازیگر، بازیگر خردسال، و بازیگر تلویزیون اهل ژاپن است. وی از سال ۱۹۵۸ میلادی تاکنون مشغول فعالیت بوده‌است.